# Puerto Natales

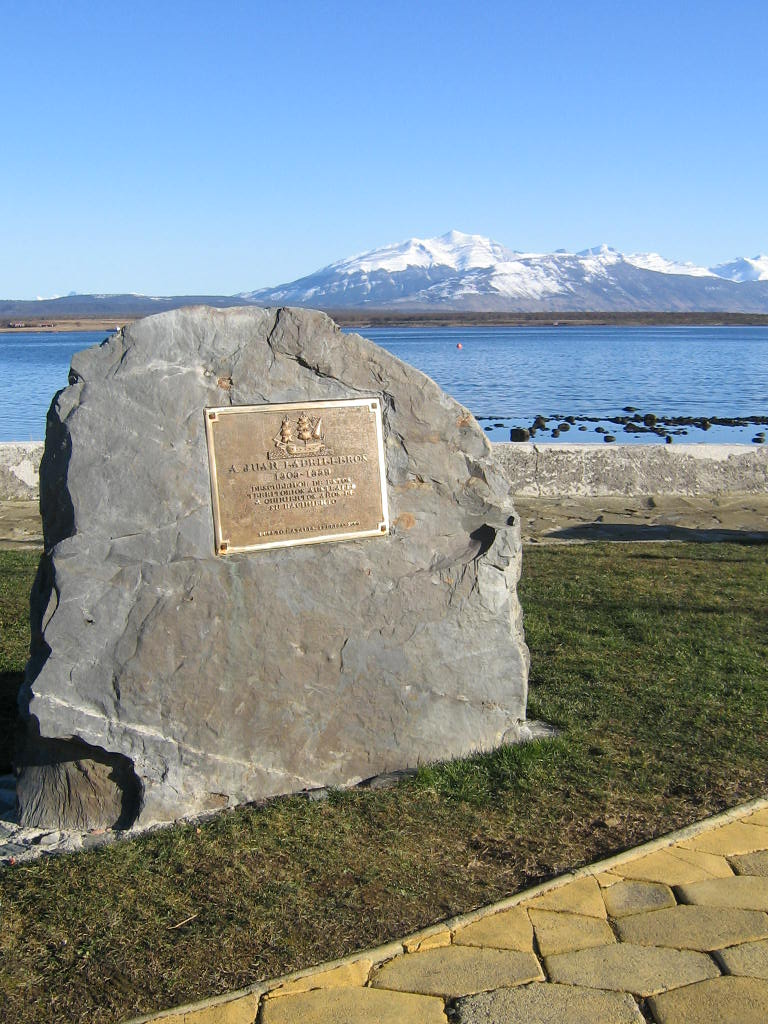
Placa recordatoria a Juan Ladrillero.

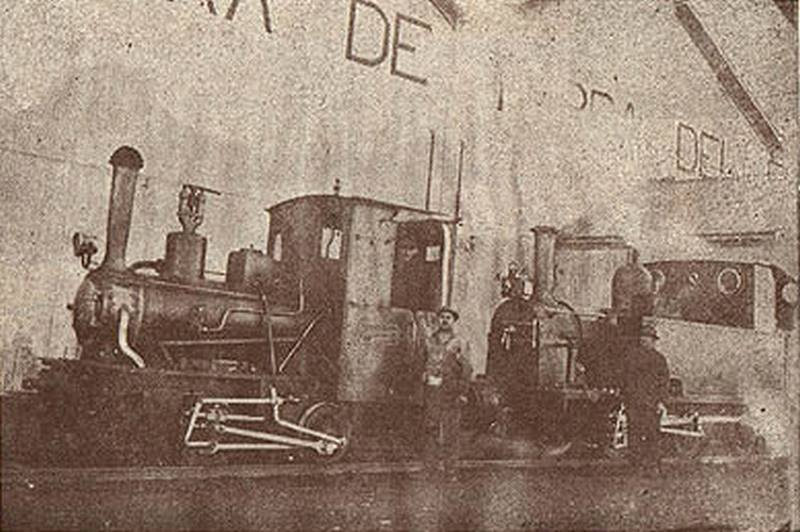
Locomotoras de la Sociedad Explotadora de Tierra del Fuego, Puerto Bories, alrededor del año 1920.

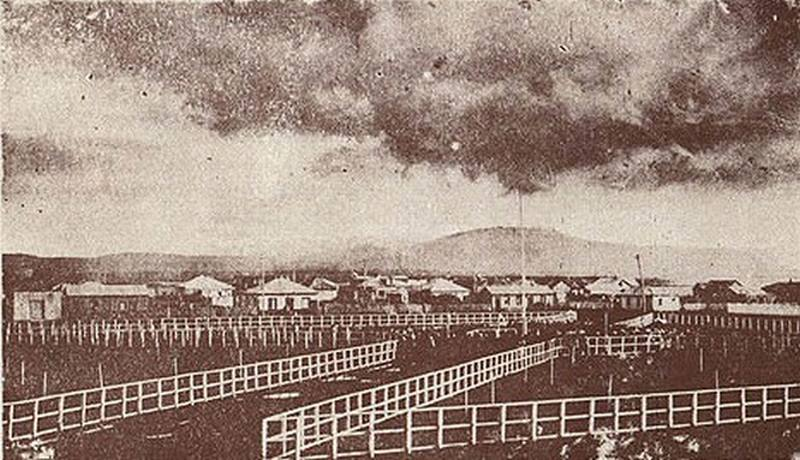
Aspecto de la plaza de Puerto Natales hacia 1920.

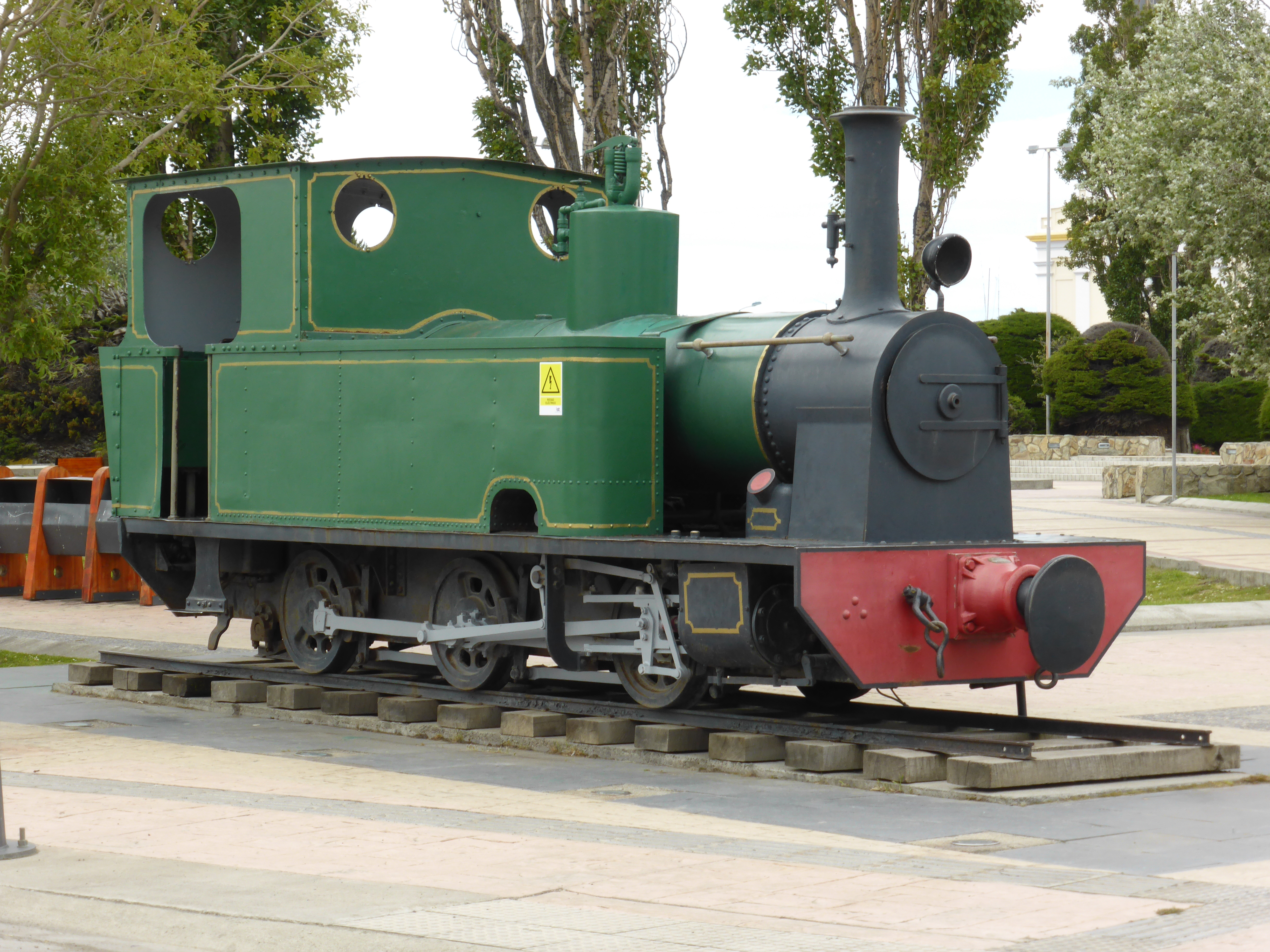
Locomotora de vapor fabricada por Avonside Engine Company, en el año 1920. Trasladaba al personal hasta la industria frigorífica de Puerto Bories.

Puerto Natales es una ciudad chilena situada en el extremo austral del país, a orillas del Canal Señoret, entre el Golfo Almirante Montt y el Seno Última Esperanza, en la Región de Magallanes y de la Antártica Chilena. Es la capital de la comuna de Natales y de la provincia de Última Esperanza, bautizada así por el navegante Juan Ladrillero que la catalogó, en uno de sus viajes, como su «última esperanza» de encontrar el Estrecho de Magallanes desde el norte al sur. Al final sus anhelos se vieron frustrados en esta comarca al enfilar al sur por el fiordo que él mismo denominaría después Fiordo Obstrucción y no dar con el Estrecho de Magallanes.
Se encuentra ubicada a 247 kilómetros al norte de Punta Arenas, la capital regional; a 48 km de la ciudad argentina de Río Turbio y 256 km de la capital de la provincia de Santa Cruz en Argentina, Río Gallegos. Está considerada la puerta de entrada al famoso parque natural de las Torres del Paine.

## Toponimia
Son muy pocas las denominaciones indígenas que se mantienen en la zona. En 1894 los pioneros alemanes Ernesto von Heinz y Kurt Meyer denominaron Natalis al río que desemboca en la parte norte de la actual ciudad. Esto fue debido a que el avistamiento del río se produjo el 24 de diciembre en vísperas de la conmemoración del nacimiento de Cristo. De allí "natalis", lo que significa nacimiento en latín.

## Historia
El seno de Última Esperanza estaba habitado por partidas kawéskar y tehuelches cuando fue recorrido en 1557 por el navegante Juan Ladrillero y Fernando Hinrichs en búsqueda de una ruta al Estrecho de Magallanes. Pasaron tres siglos antes de que fuerzas coloniales incursionaran nuevamente en la zona de Última Esperanza. Hacia 1830, la expedición de la fragata HMS Beagle, enviada por el almirantazgo británico, exploró todo el sector descubierto por Ladrillero, designando con sus nombres muchos accidentes geográficos: Robert Fitz Roy, William Skyring, James Kirke y el naturalista Charles Darwin. Hacia 1870, creció el interés por las tierras de Última Esperanza debido a la expansión de la ganadería ovina desde el Estrecho de Magallanes hacia el norte. Entre los viajeros extranjeros que se aventuraron por esos desolados territorios destaca Santiago Zamora, quien pasó a la historia como el Baqueano Zamora y a quien se le debe el descubrimiento de la región lacustre del Paine y de grandes manadas de caballos salvajes o baguales.
En 1877 la zona de Última Esperanza fue recorrida por el militar chileno Tomás Rogers, en una expedición con fines científicos. Años más tarde, el gobierno comisionó al capitán de fragata Ramón Serrano Montaner para penetrar más profundamente en los territorios descubiertos por Ladrillero y ratificados tanto por los baqueanos como por la expedición de Rogers. Serrano inició su exploración en 1889, descubriendo los lagos que bautizó como Balmaceda y Pinto. En su viaje alcanzó hasta el lago Toro y descubrió su desagüe en un gran río que más tarde se llamaría, en su honor, río Serrano. En 1892, las noticias sobre la calidad y cantidad de los territorios ubicados al norte de Punta Arenas comenzaron a interesar a personas que deseaban explotarlos. Finalizadas las expediciones de reconocimiento, un excapitán de la marina mercante alemana, Hermann Eberhard, decidió establecerse en esta zona y solicitó permiso para adentrarse en el sector de Última Esperanza. Tras haber sido otorgado el permiso por Manuel Señoret, gobernador del Territorio de Colonización de Magallanes, en el año 1893 comenzó la ocupación europea de la provincia. A Eberhard, proveniente de las islas Malvinas, se sumaron Rodolfo Stubenrauch, Augusto Kark, y muchos otros colonos ingleses y alemanes principalmente. Así nacen Puerto Consuelo, Puerto Cóndor y Puerto Bories este último a 5 km al noroeste de Puerto Natales.
La actividad que atrajo a todos estos colonos fue el boom de la ganadería ovina y bovina, que era la principal actividad económica de la región. En el año 1904 Rodolfo Stubenrauch construyó un hotel y un almacén en las cercanías del ahora Río Natales, pasando a ser un importante punto de tráfico. Esto hizo que el Ministerio de Relaciones Exteriores, Culto y Colonización de la época dictara el decreto supremo N.º 995 de 18 de mayo de 1906, para que se reservasen 200 hectáreas junto a la desembocadura del río, con el fin de formar una población. Así fueron llegando a la zona inmigrantes como el español José Iglesias, quienes contribuyeron al desarrollo de este nuevo poblado.
Finalmente, el 31 de mayo de 1911 fue fundada oficialmente la ciudad de Puerto Natales por decreto del Presidente de la República don Ramón Barros Luco:

Núm 832.- Vistos estos antecedentes y teniendo presente lo dispuesto en los decretos Nros. 995 de 18 de mayo de 1906 y 1440 de 27 de agosto de 1910.

Con lo informado por la Oficina de Mensura de Tierras y el Gobernador de Magallanes, y en uso de la facultad que me confiere la ley de 4 de diciembre de 1886,

DECRETO:

Fúndase la población de 'Puerto Natales' en la desembocadura del río Natales del Teritorio de Magallanes.

Apruébase el plano adjunto confeccionado al efecto, por la Oficina de Mensura de Tierras, en el cual se reservan para usos públicos las manzanas Nros. 2 y 3 y el sitio Nro. 1 de la manzana Nro. 8.

Tómese razón, rejístrese y comuníquese.- BARROS LUCO.- Enrique A. Rodríguez.
Decreto No. 832 del Ministerio de Relaciones Exteriores, Culto y Colonización, 31 de mayo de 1911 

Con la fundación del Frigorífico Bories, por la Sociedad Explotadora de Tierra del Fuego (SETF), se abrieron muchas posibilidades de trabajo, no sólo en las diversas instalaciones sino también en las estancias aledañas. Así fue llegando una importante cantidad de trabajadores migrantes de la Isla Grande de Chiloé, aumentando rápidamente el número de habitantes del pequeño poblado.
Tanto para que los obreros se movilizaran como para el movimiento de carga, la SETF construyó una línea de ferrocarril entre Puerto Bories y Puerto Natales. El tren inició sus servicios durante 1916.Debido a la concentración de la propiedad de la tierra, sobre el comercio y el transporte, los migrantes enfrentaron duras condiciones de trabajo. En enero de 1919 estalló un conflicto laboral de proporciones en Puerto Bories, liderado por miembros de la muy activa Federación Obrera de Magallanes. Los trabajadores se enfrentaron a los carabineros, alojados y mantenidos por la SETF, y tomaron el control del poblado por algunos días. La represión del movimiento fue coordinada entre las tropas argentinas y chilenas.
Puerto Bories es, hoy día, monumento nacional. El museo que se encuentra en él resume la historia y las tradiciones de la zona, demostrando la importancia del frigorífico en el desarrollo económico de Puerto Natales y de la toda la Patagonia, exhibiendo maquinarias de principios del siglo XX en perfecto estado de conservación.
La construcción original tiene un estilo arquitectónico de fines del siglo XIX inspirado en la época posvictoriana en Inglaterra. La cadena hotelera The Singular Hotels, restauró el frigorífico de Puerto Bories y lo transformó en un hotel de lujo, de forma que perdurara en el tiempo.
En 1917 la Compañía Frigorífica de Puerto Natales inauguró el Frigorífico de Puerto Natales, el cual daba vida y trabajo al puerto, al que recalaban buques mercantes los cuales llevaban a Europa la carne de ovino y vacuno. Tenía secciones especiales para la elaboración y además contaba con un muelle propio y línea ferroviaria desde sus mismas cámaras a los embarques.
Actualmente, a este puerto llegan las embarcaciones desde la ciudad de Puerto Montt que conectan la Región de Magallanes con el resto del país, debido a que aún no existe una unión por vía terrestre entre Aysén y esta zona del territorio chileno.

## Demografía

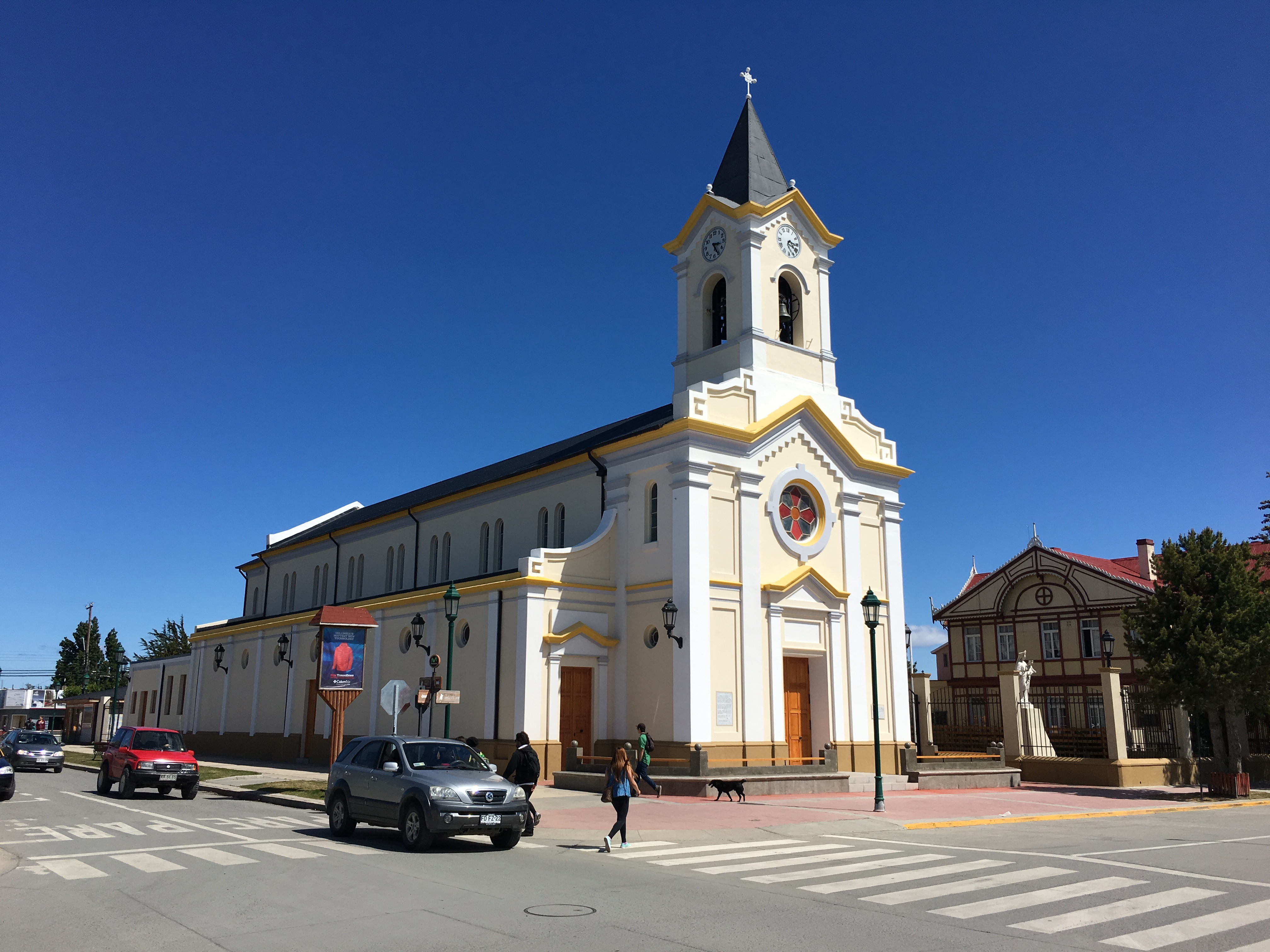
Parroquia María Auxiliadora, Puerto Natales.

La población de la ciudad de acuerdo con el censo del año 2017 era de 21.477 habitantes. De acuerdo con las estadísticas de censos anteriores, la población crece levemente, pero de modo decreciente.
En cuanto a género, por los resultados del censo de 2017, se sabe que la población masculina es de 10.992 habitantes, mientras que la femenina es de 10.485, con un porcentaje de masculinidad del 104,83 %, muy superior al 94,9 5% a nivel nacional.
En cuanto a grupos etarios, el 20,62 % de la población es menor de 15 años, un 28,17 % tiene entre 15 y 34 años, seguido de un 33,36 % de población entre los 35 y los 59 años, para finalizar en un 17,85 % de población por encima de los 60 años.
La tasa de analfabetismo en la comuna asciende al 2,23 % (sobre los 10 años de edad).

### Evolución de la población 1970- 2017
Entre 1970 a 2017, la población ha aumentado en unos 7.802 habitantes, en 47 años, con periodos intercensales que muestran más crecimientos que otros, en particular entre 1970 y 1982,  la del periodo 2002 a 2017, vinculada a la expansión del turismo y de la actividad acuícola.
| Año  | Población | Cambio | Variación intercensal          |
| ---- | --------- | ------ | ------------------------------ |
| 1970 | 13675     |        |                                |
| 1982 | 16932     | 3257   | 23,8% (12 años)                |
| 1992 | 17155     | 223    | 1,3% (10 años)                 |
| 2002 | 18823     | 1668   | 9,7% (10 años)                 |
| 2012 | 18507     | -316   | -1,7% (10 años)                |
| 2017 | 21477     | 2970   | 16,0% (5 años) 14,1% (15 años) |

## Geografía

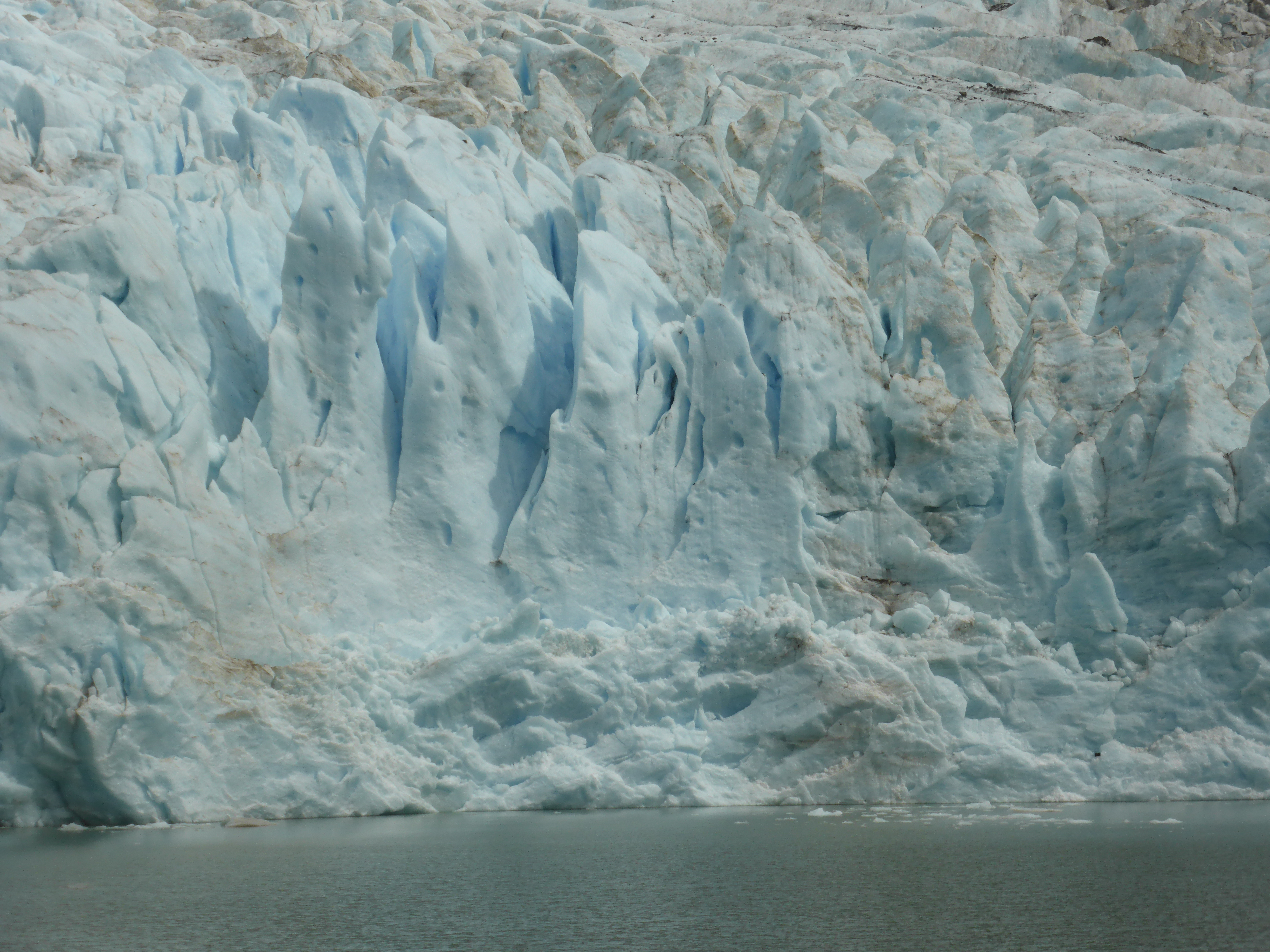
Glaciar Serrano, a 4 horas de Puerto Natales, navegando en el seno o fiordo Última Esperanza.

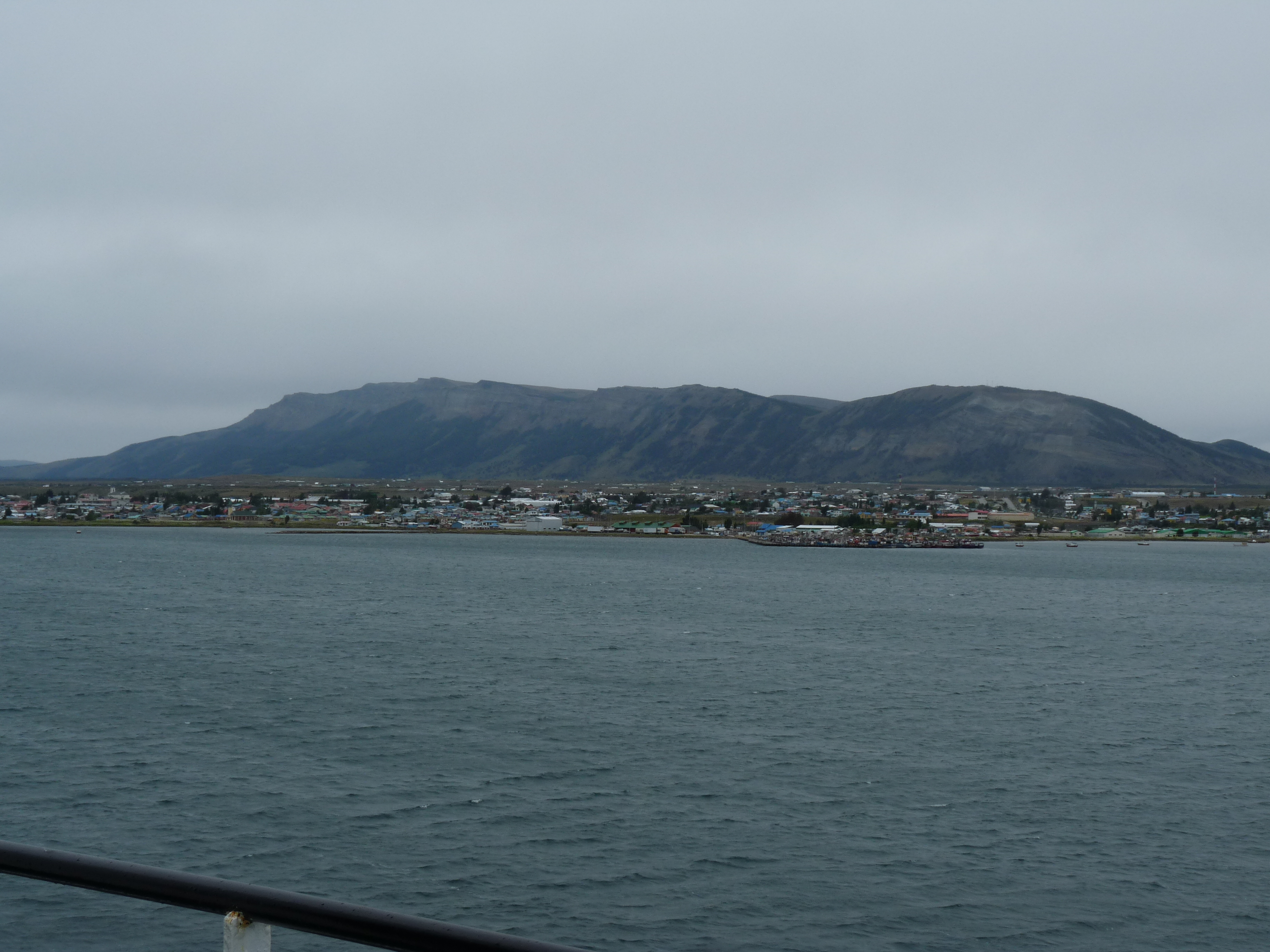
Puerto Natales visto desde el mar.

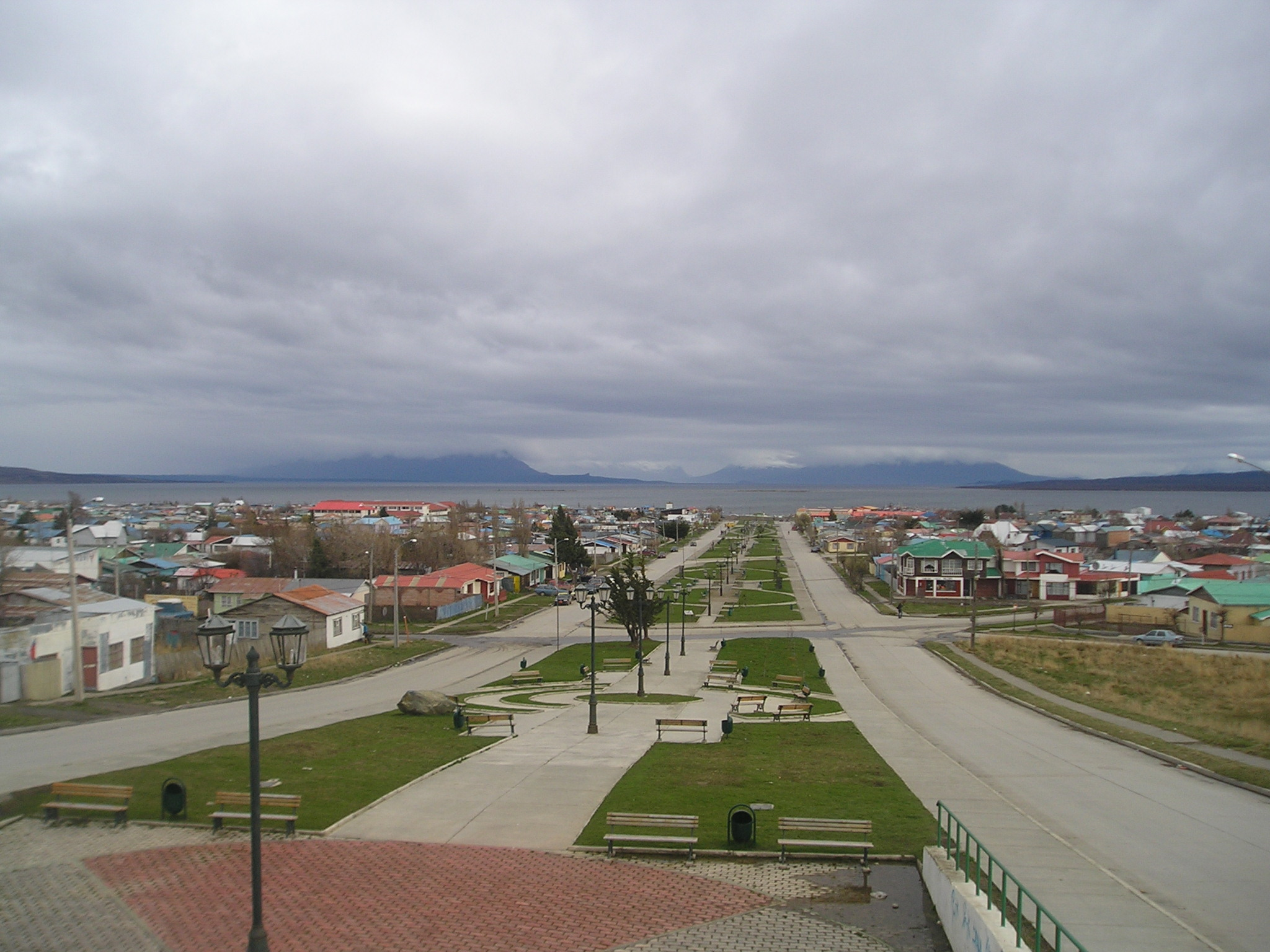
Una vista urbana de la ciudad.

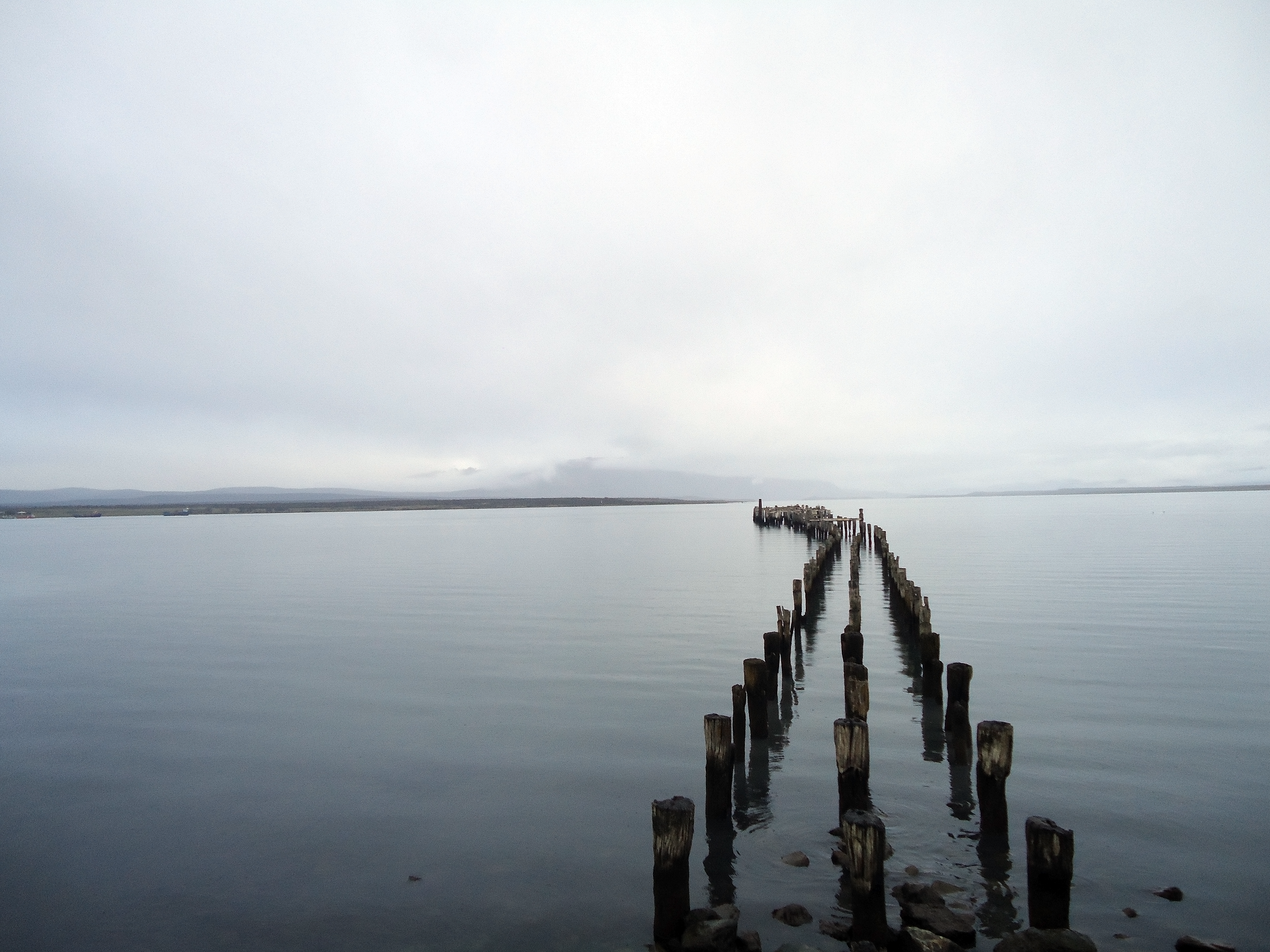
Antiguo muelle de Puerto Natales.

La ciudad de Puerto Natales está emplazada al oriente de la Cordillera de los Andes y  en la boca oriental del Canal Señoret, el cual comunica el Golfo Almirante Montt por el Sur y el Seno (Fiordo) de Última Esperanza, que penetra y cruza Los Andes y se interna en plena Patagonia Oriental. En el límite norte de la ciudad se encuentra el río Natales, el cual nace en la sierra Dorotea.
La ciudad se encuentra en una intersección de estepa magallánica, matorral xerófito y bosque magallánico caducifolio. Al contrario de la mayoría de las ciudades chilenas, Puerto Natales se encuentra en la ladera oriental de la Cordillera de los Andes, que se conoce a esas latitudes como Andes Patagónicos.
Aunque está al nivel del mar, la ciudad presenta una suave pendiente ascendente, estando en su entorno un poco más lejano rodeada de los cerros que estructuran la Cordillera de los Andes, así como otras cadenas montañosas independientes.
Puerto Natales es uno de los ocho pares de ciudades en el mundo que tiene una ciudad antípoda casi exacta - con Ulán-Udé, Rusia como su antípoda.

### Sismicidad
La región responde a la falla Fagnano-Magallanes, un sistema regional de falla sismogénico, de orientación este-oeste que coincide con el límite transformante entre las placas Sudamericana (al norte) y Scotia (al sur), con sismicidad media; y su última expresión se produjo el 17 de diciembre de 1949, a las 22.30 UTC-3, con una magnitud aproximadamente de 7,8 en la escala de Richter.

### Clima
El clima local es un clima trasandino con degeneración esteparia.
Este clima se localiza al oriente de la Cordillera de la Patagonia, extendiéndose desde el Macizo del Paine hacia el sur y sureste, cubriendo la Península de Brunswick y el sector sur de Tierra del Fuego.
Las precipitaciones disminuyen notoriamente en relación con las laderas occidentales de la cordillera patagónica y región de los canales, pues las masas de aire llegan con poco contenido de humedad después de atravesar las cumbres cordilleranas, dando lugar a un paisaje de tipo estepa. Estas ocurren todo el año, pero sus montos anuales son del orden de 350 a 500 milímetros, o sea un 10% de los registros de la costa occidental. La distribución de las precipitaciones durante el año es aproximadamente homogénea, pero se pueden identificar los meses de otoño (abril y mayo) como los más lluviosos. Un segundo máximo puede presentarse entre noviembre y enero. En el invierno las precipitaciones son casi exclusivamente de nieve.
La continentalidad hace que las temperaturas, en general, desciendan encontrándose valores medios anuales de 6 °C a 7 °C. A su vez, aumentan las amplitudes térmicas: la anual es del orden de 9 °C a 10 °C. Pese a la latitud las temperaturas de invierno no son exageradamente bajas, por cuanto las temperaturas medias de los meses de invierno a 1 °C, con persistente permanencia de la nieve. Las temperaturas mínimas medias sí son inferiores a 0 °C entre junio y agosto.
Otra característica de este clima es la persistencia del viento de dirección suroeste y oeste, con una intensidad media de 15 a 20 km/h.
Durante la estación estival son frecuentes los temporales de viento, en los que la velocidad media es de 120 km/h o incluso más.
| Parámetros climáticos promedio de Puerto Natales, Chile                                 | Parámetros climáticos promedio de Puerto Natales, Chile | Parámetros climáticos promedio de Puerto Natales, Chile | Parámetros climáticos promedio de Puerto Natales, Chile | Parámetros climáticos promedio de Puerto Natales, Chile | Parámetros climáticos promedio de Puerto Natales, Chile | Parámetros climáticos promedio de Puerto Natales, Chile | Parámetros climáticos promedio de Puerto Natales, Chile | Parámetros climáticos promedio de Puerto Natales, Chile | Parámetros climáticos promedio de Puerto Natales, Chile | Parámetros climáticos promedio de Puerto Natales, Chile | Parámetros climáticos promedio de Puerto Natales, Chile | Parámetros climáticos promedio de Puerto Natales, Chile | Parámetros climáticos promedio de Puerto Natales, Chile |
| Mes                                                                                     | Ene.                                                    | Feb.                                                    | Mar.                                                    | Abr.                                                    | May.                                                    | Jun.                                                    | Jul.                                                    | Ago.                                                    | Sep.                                                    | Oct.                                                    | Nov.                                                    | Dic.                                                    | Anual                                                   |
| --------------------------------------------------------------------------------------- | ------------------------------------------------------- | ------------------------------------------------------- | ------------------------------------------------------- | ------------------------------------------------------- | ------------------------------------------------------- | ------------------------------------------------------- | ------------------------------------------------------- | ------------------------------------------------------- | ------------------------------------------------------- | ------------------------------------------------------- | ------------------------------------------------------- | ------------------------------------------------------- | ------------------------------------------------------- |
| Temp. máx. abs. (°C)                                                                    | 27.2                                                    | 30.0                                                    | 28.6                                                    | 24.1                                                    | 18.5                                                    | 18.4                                                    | 16.1                                                    | 16.8                                                    | 19.8                                                    | 20.3                                                    | 26.5                                                    | 24.8                                                    | 30.0                                                    |
| Temp. máx. media (°C)                                                                   | 16.4                                                    | 16.1                                                    | 14.7                                                    | 10.9                                                    | 7.3                                                     | 5.4                                                     | 4.8                                                     | 6.3                                                     | 9.1                                                     | 12                                                      | 13.4                                                    | 14.1                                                    | 10.8                                                    |
| Temp. media (°C)                                                                        | 11.4                                                    | 10.7                                                    | 9.4                                                     | 5.8                                                     | 2.9                                                     | 2.3                                                     | 1.6                                                     | 2.4                                                     | 4.3                                                     | 6.8                                                     | 8.6                                                     | 9.8                                                     | 6.3                                                     |
| Temp. mín. media (°C)                                                                   | 5.3                                                     | 5.2                                                     | 4.1                                                     | 1.4                                                     | -0.5                                                    | -0.7                                                    | -1.5                                                    | -0.8                                                    | 0.4                                                     | 2.3                                                     | 4.1                                                     | 5.2                                                     | 2                                                       |
| Temp. mín. abs. (°C)                                                                    | -2.4                                                    | -7.4                                                    | -6.8                                                    | -8.8                                                    | -10.4                                                   | -13.1                                                   | -18.8                                                   | -10.8                                                   | -8.2                                                    | -8.0                                                    | -4.1                                                    | -4.1                                                    | -18.8                                                   |
| Precipitación total (mm)                                                                | 33.2                                                    | 35.3                                                    | 40.6                                                    | 52.1                                                    | 52.4                                                    | 54.2                                                    | 38.2                                                    | 34.9                                                    | 22.9                                                    | 31.6                                                    | 23.8                                                    | 25.1                                                    | 444.3                                                   |
| Días de nevadas (≥ 1 mm)                                                                | 0                                                       | 0                                                       | 0                                                       | 0                                                       | 1                                                       | 2                                                       | 5                                                       | 6                                                       | 2                                                       | 0                                                       | 0                                                       | 0                                                       | 16                                                      |
| Humedad relativa (%)                                                                    | 74                                                      | 74                                                      | 78                                                      | 82                                                      | 83                                                      | 84                                                      | 83                                                      | 83                                                      | 80                                                      | 75                                                      | 74                                                      | 74                                                      | 78.7                                                    |
| Fuente n.º 1: My Weather 2                                                              |                                                         |                                                         |                                                         |                                                         |                                                         |                                                         |                                                         |                                                         |                                                         |                                                         |                                                         |                                                         |                                                         |
| Fuente n.º 2: https://climatologia.meteochile.gob.cl/application/index/productos/RE3002 |                                                         |                                                         |                                                         |                                                         |                                                         |                                                         |                                                         |                                                         |                                                         |                                                         |                                                         |                                                         |                                                         |

## Administración

### Municipalidad

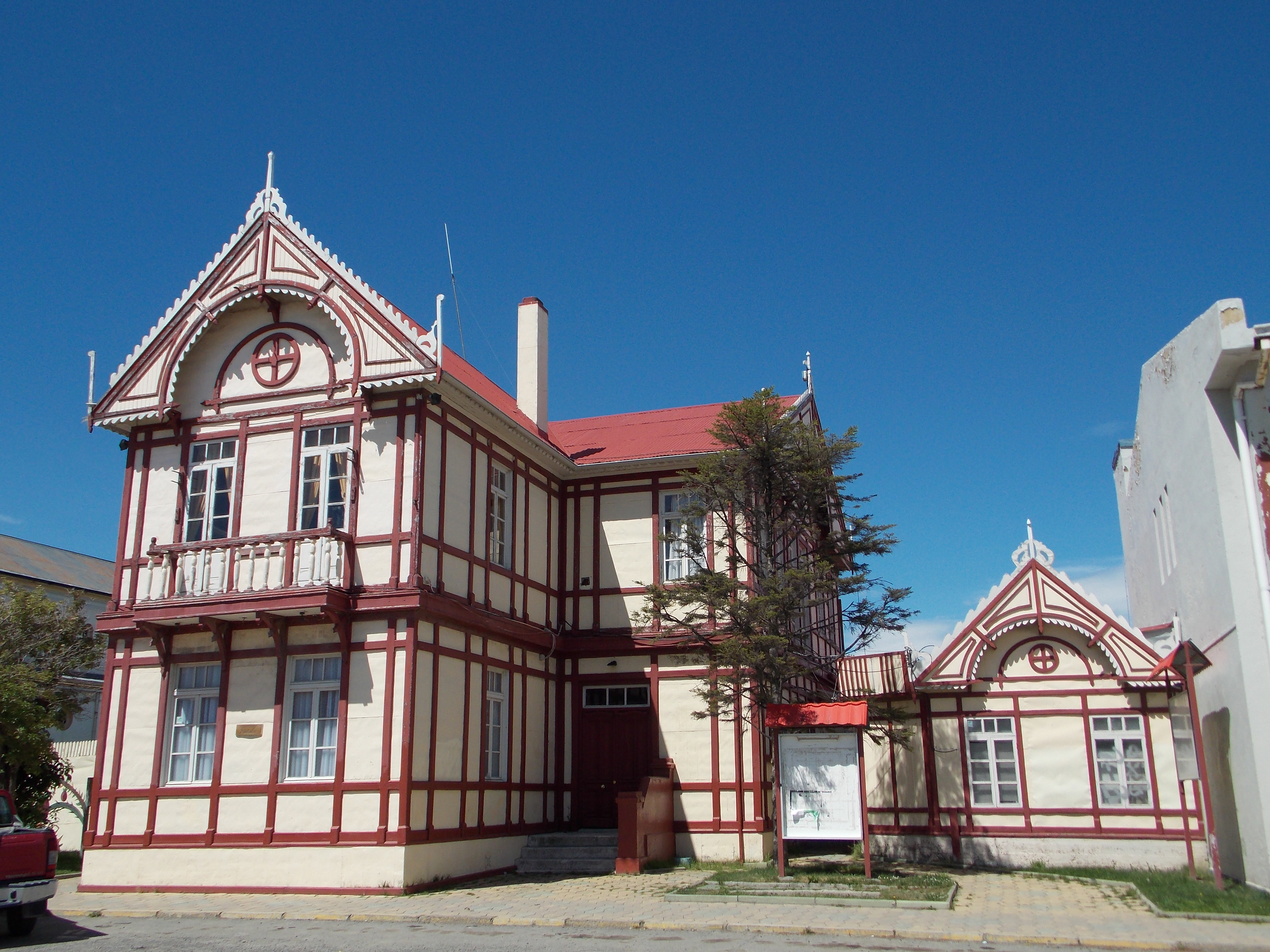
Casa consistorial de la Municipalidad de Puerto Natales.

La administración de la ciudad de Puerto Natales corresponde a la Ilustre Municipalidad de Natales. La jefa de la municipalidad es la alcaldesa Ana Mayorga Bahamondes, quien además preside el Concejo municipal de Puerto Natales, integrado por los concejales:
- Alejandro Cárdenas Aro (REP).
- Alfredo Alderete Flores (IND).
- Jorge Ruíz Águila (PCCH).
- José Cuyul Rogel (PS).
- Luz Fabiola Levicoy Hernández (DC).
- Ricardo Urtubia Tapia (PDG).

La actual alcaldesa y los concejales desempeñan sus funciones hasta el 6 de diciembre de 2028.

## Economía

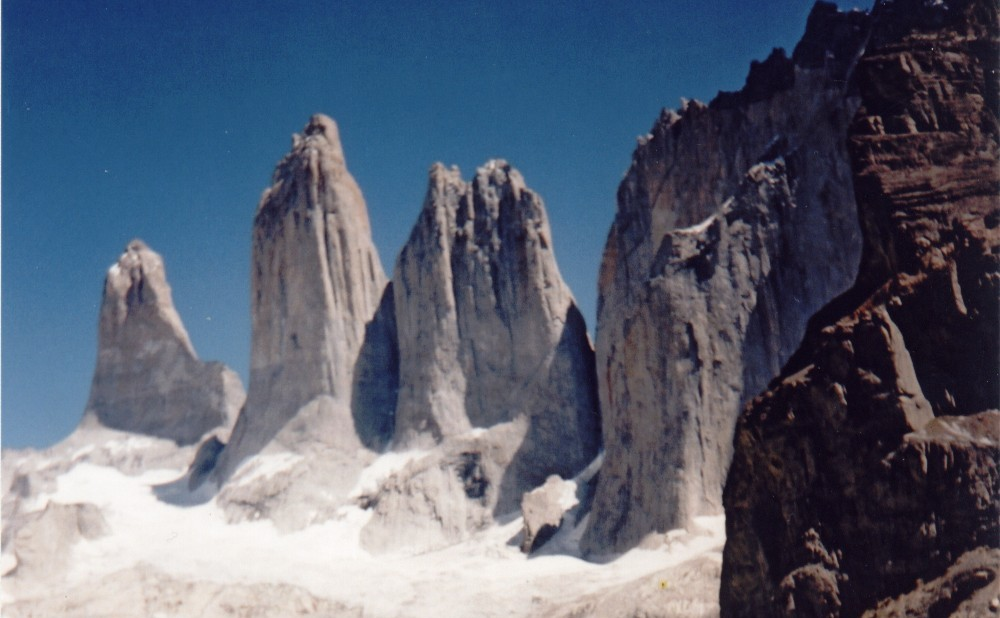
Parque nacional Torres del Paine.

Durante la primera mitad del siglo XX, la actividad principal fue la ganadería. Como consecuencia de la Reforma Agraria, aprobada bajo el gobierno del Presidente Eduardo Frei Montalva, la actividad disminuyó al procederse a expropiar las grandes extensiones que ocupaban las estancias de la región.
Las personas que perdieron sus trabajos comenzaron a trabajar en los yacimientos carboníferos de la vecina localidad argentina de Río Turbio, ubicada a 40 km.
Sin embargo, la actividad que siempre se ha mantenido es la pesca y la extracción de mariscos.
En la actualidad la economía local tiene punto fuerte el turismo. Ello principalmente a que la ciudad es la puerta de entrada para las expediciones turísticas al parque nacional Torres del Paine, reconocido mundialmente por su belleza. También está el monumento natural Cueva del Milodón, antiguo hogar de un mamífero que superaba los 3 metros de altura y que era herbívoro además de la presencia en la antigüedad del tigre dientes de sable o más conocido como Smilodon.

## Transporte

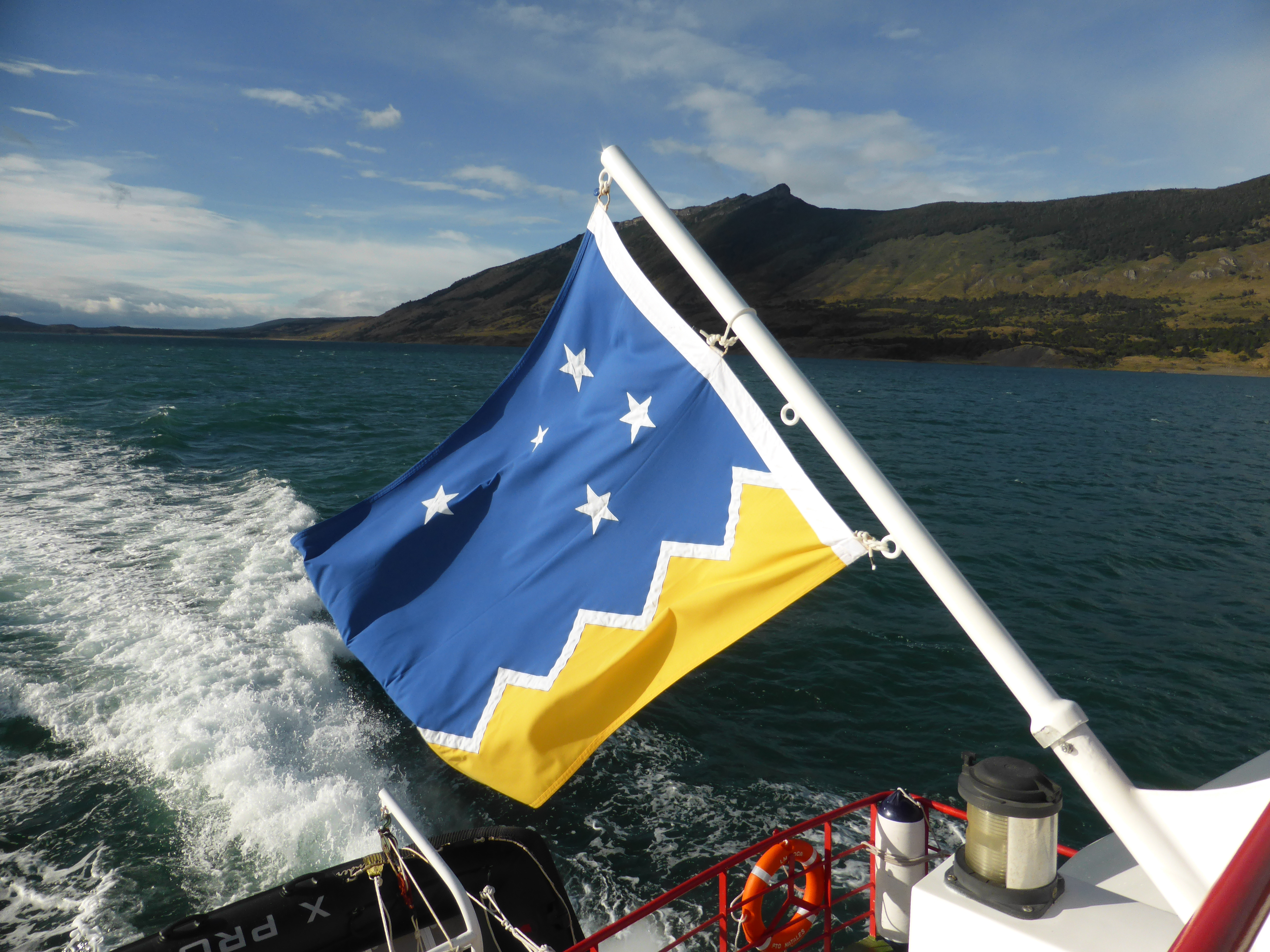
Bandera magallánica, en la popa de un barco turístico.

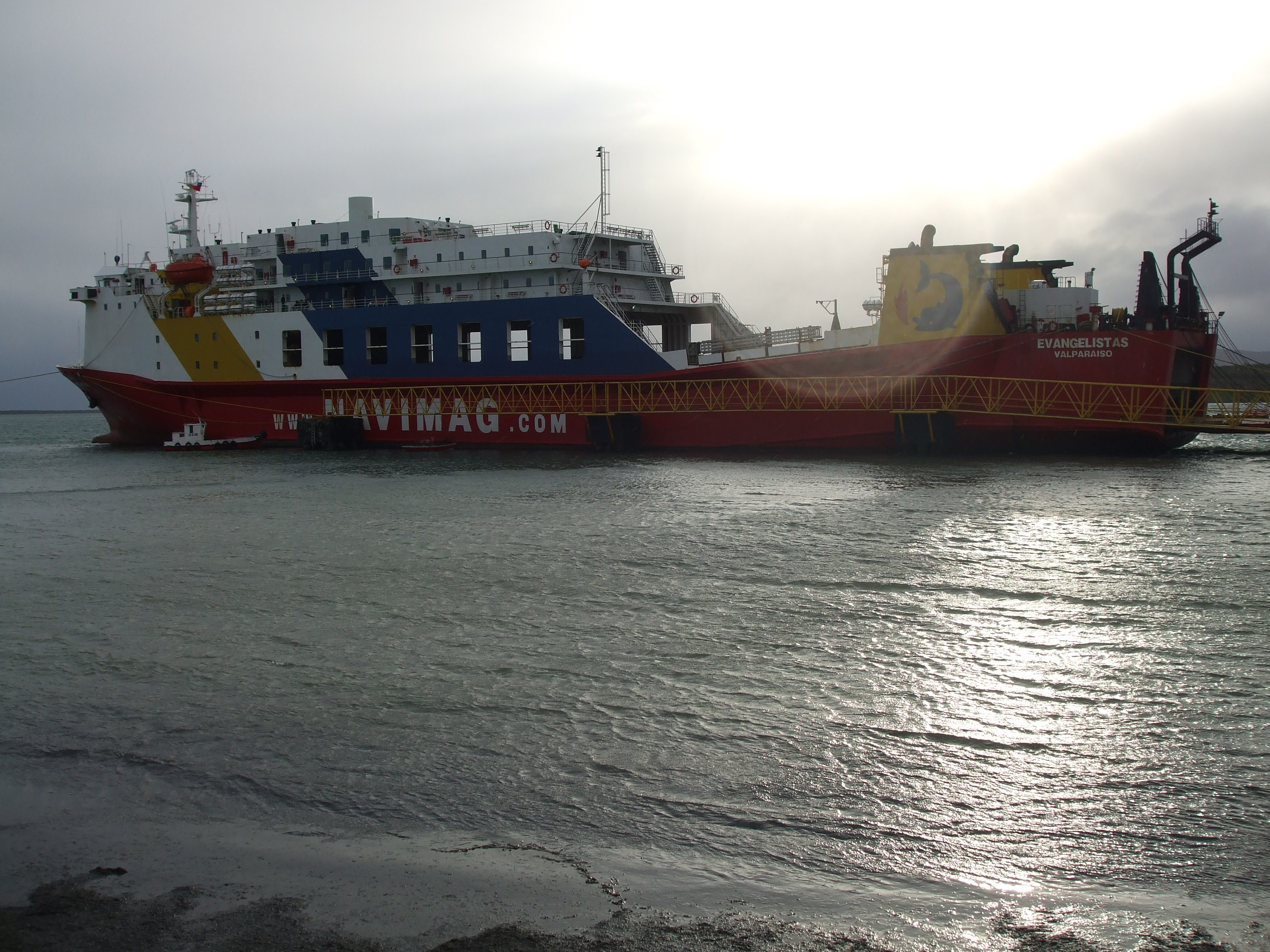
Ferry Evangelistas de la empresa Navimag.

### Transporte terrestre
Para efectos de transporte urbano, existen diversas líneas de taxis colectivos que conectan el sector céntrico de la ciudad con el denominado "barrio alto" (sector residencial). También existen varias líneas de radio taxis que llevan a sus pasajeros directamente a su destino.
Los principales accesos a la ciudad corresponden a la denominada Ruta 9, que la conecta hacia el sur con la ciudad y capital regional, Punta Arenas, y hacia el norte con el conocido parque nacional Torres del Paine, además de conectar la ciudad con los diversos pasos fronterizos que permiten el acceso a la República Argentina, tales como el "Dorotea", "Casas Viejas" y "Río Don Guillermo".
La ciudad cuenta con un rodoviario, desde el cual cuatro empresas de buses interprovinciales, que conectan Puerto Natales con Villa Tehuelches, Punta Arenas y Porvenir. Además existen diversas empresas de buses con viajes diarios al parque nacional Torres del Paine y a Villa Cerro Castillo en la comuna de Torres del Paine. La empresa Bus Sur ofrece conexiones con buses que viajan a través de Argentina hacia el resto del país.
La empresa argentina Buses Cootra conecta la ciudad con la localidad argentina de Río Turbio, distante a 30 km de Puerto Natales y la ciudad de El Calafate, puerta de acceso al Glaciar Perito Moreno en el parque nacional Los Glaciares.

### Transporte aéreo
Distante 7 km al norte de la ciudad se encuentra ubicado el Aeródromo Teniente Julio Gallardo, el cual permite conectar la ciudad, mediante vuelos directos, con las ciudades de Puerto Montt y Santiago.
En dicho aeropuerto opera de forma regular la compañía aérea Sky Airline. la aerolínea ofrece vuelos directos entre ambas ciudades, estos serán de forma regular todo el año y no solo temporada alta (desde 2023).
LATAM Airlines ofrece como destino la ciudad, a la cual opera vuelos directos desde Santiago de Chile. La ruta se efectúa durante los meses donde se concentra el mayor flujo turístico a la zona con dos vuelos semanales, ampliándose a al menos un vuelo diario durante enero y febrero. Los vuelos de ida operan de manera directa desde Santiago a Puerto Natales y de regreso se realizan con una escala en Punta Arenas.
En la temporada alta 2018/2019 se añade además la compañía low-cost JetSmart, con vuelos hacia y desde la capital del país, ampliando de esta manera aún más la oferta de vuelos hacia la localidad.

### Transporte marítimo
Semanalmente la Naviera de Magallanes (Navimag), ofrece un servicio de transporte de carga y pasajeros a través de un transbordador que conecta la ciudad con Puerto Montt, en la Región de los Lagos, pasando además por la aislada localidad de Puerto Edén. Además, a partir del año 2016 existe un servicio de ferry suministrado por la empresa Transbordadora Austral Broom S.A., a través del ferry Crux Australis, que en un viaje de 41 horas une a la ciudad con las localidades de Puerto Edén, y de Tortel y Puerto Yungay en la Región de Aysén. Este último servicio está subsidiado por el Estado.

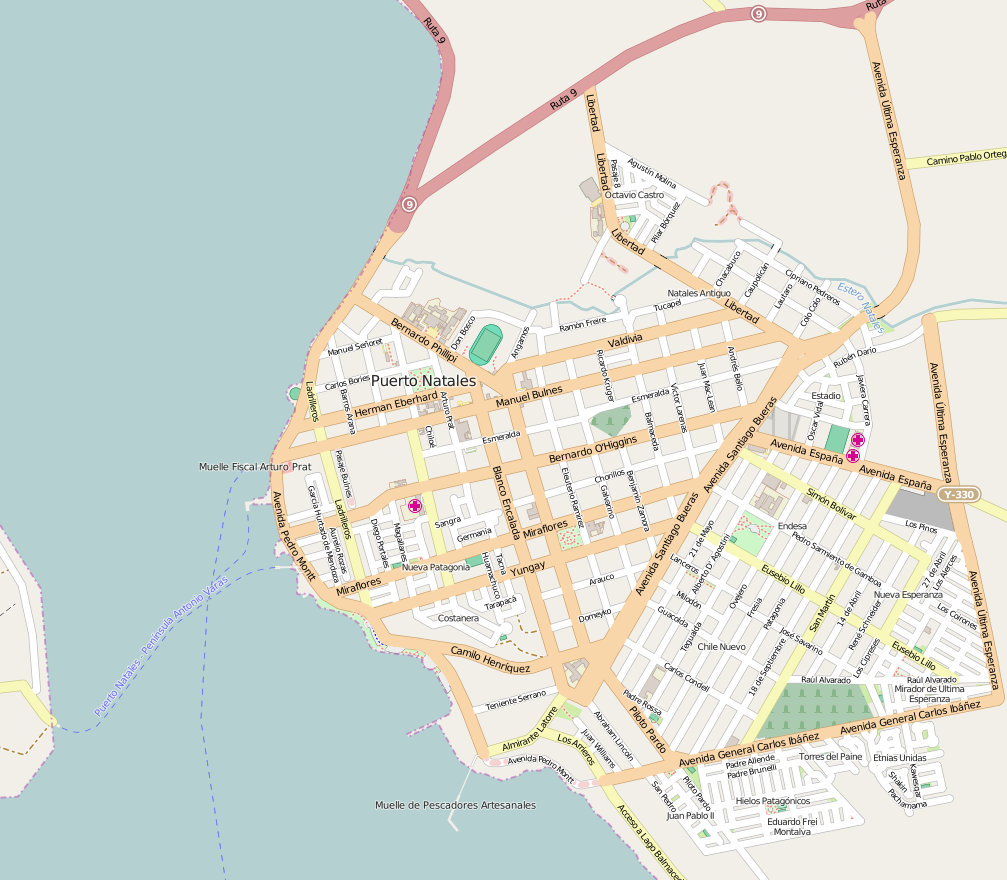
Plano de la ciudad de Puerto Natales.

## Educación

### Educación básica y media
La ciudad cuenta con 9 establecimientos de educación básica y media, de los cuales:
- 4 se dedican exclusivamente a Enseñanza Básica.
- 2 se dedica exclusivamente a Enseñanza Media.
- 3 se dedican a otorgar tanto Enseñanza Básica como Enseñanza Media.

### Educación superior
La ciudad cuenta con el Centro Universitario Puerto Natales, perteneciente a la Universidad de Magallanes y fundado en el 6 de diciembre de 1996, el cual imparte carreras de nivel técnico y profesional. El Centro Universitario funciona como uno de los centros de investigación más importantes de la provincia de Última Esperanza. Este Centro, se encuentra ubicado a 1.5 kilómetros al norte del centro de la ciudad.

## Medios de comunicación

### Radioemisoras
FM
- 88.1 MHz Radio Camelot
- 89.5 MHz Radio Payne
- 90.3 MHz Radio Zona FM
- 90.9 MHz Radio Austral
- 91.7 MHz Radio Nahuel
- 92.3 MHz Radio Más
- 93.1 MHz Viento Sur FM
- 93.7 MHz Radio Soberanía
- 94.3 MHz Radio Natales FM
- 95.1 MHz Radio Independiente
- 96.5 MHz Natalissima FM
- 97.1 MHz Radio Eva
- 97.9 MHz Radio Armonía
- 98.5 MHz Radio Polar
- 100.5 MHz FM Okey
- 101.9 MHz Milodón FM
- 103.3 MHz My Radio 103.3 FM
- 105.7 MHz Radio Faraónica FM
- 106.7 MHz Radio La Sabrosita

AM
- 1030 kHz Radio Payne
- 1170 kHz Radio Natales

Radioemisoras por internet
- Radio Sur FM Chile http://www.radiosurfmchile.com/
- My Radio FM Chile http://www.myradio.cl/

### Televisión
TDT
- 5.1 - Chilevisión HD
- 5.2 - UChile TV
- 5.31 - Chilevisión One Seg
- 10.1 - TVN HD
- 10.2 - NTV
- 10.31 - TVN One Seg
- 11.1 - ITV Patagonia HD
- 11.2 - Milodón TV
- 11.31 - ITV Patagonia One Seg
- 13.1 - Canal 13 HD
- 13.2 - T13 En Vivo
- 13.31 - Canal 13 One Seg

### Televisión por cable (TV RED)
- 8 - ITV Patagonia
- 10 - Pingüino TV
- 46 - Milodón TV
- 57 - Eva Visión
- 62 - Salesianos TV
- 65 - UMAG TV
- 71 - Soberanía TV
- 77 - Polar TV
- Diarios electrónicos
- https://www.eltirapiedras.cl/